# Birmenstorf
Birmenstorf is een gemeente in het Zwitserse kanton Aargau. De gemeente is gelegen in het Reussdal en telt 2.851 inwoners en heeft een oppervlakte van 7,80 km².

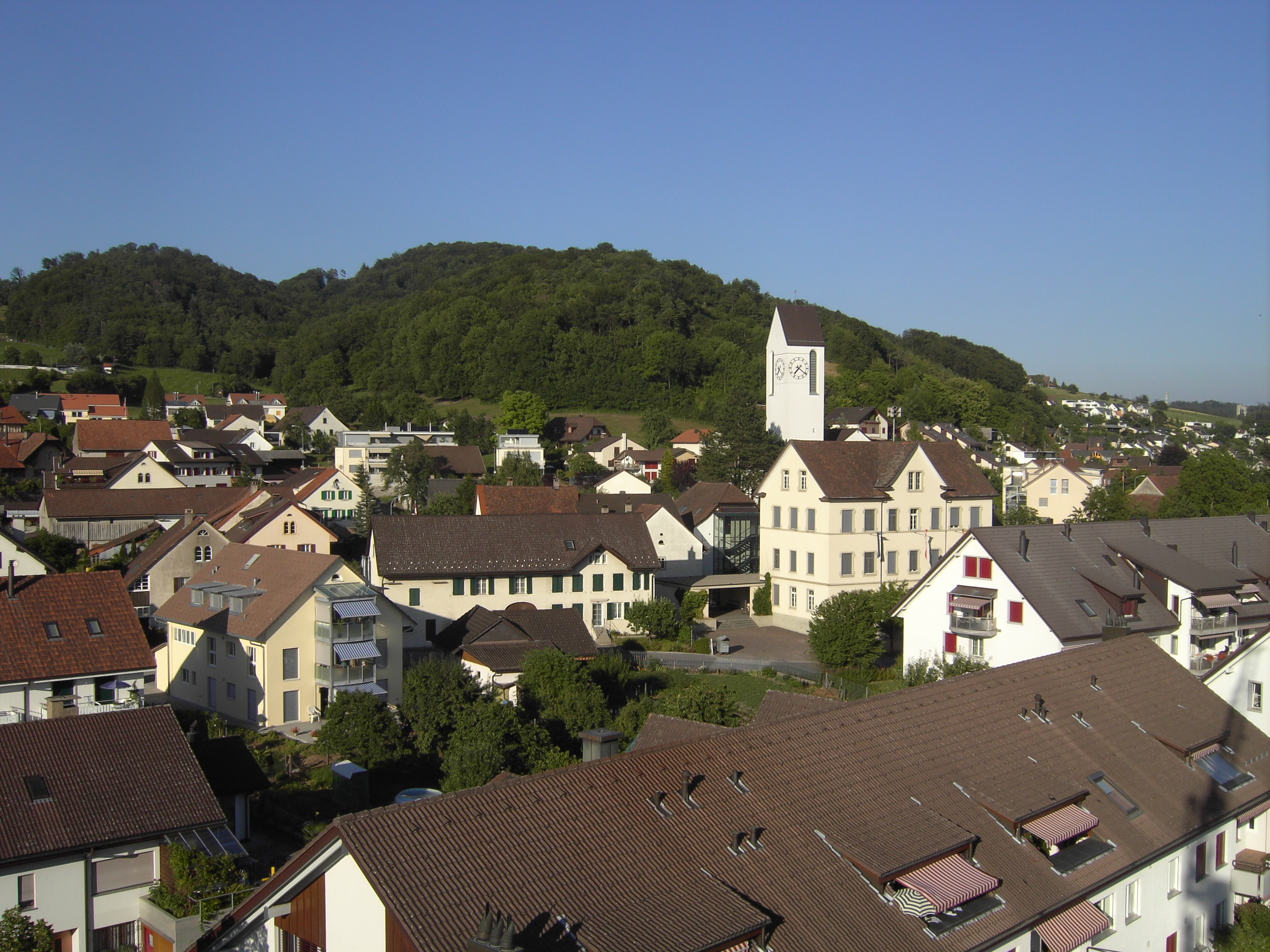
Katholieke kerk van Birmenstorf

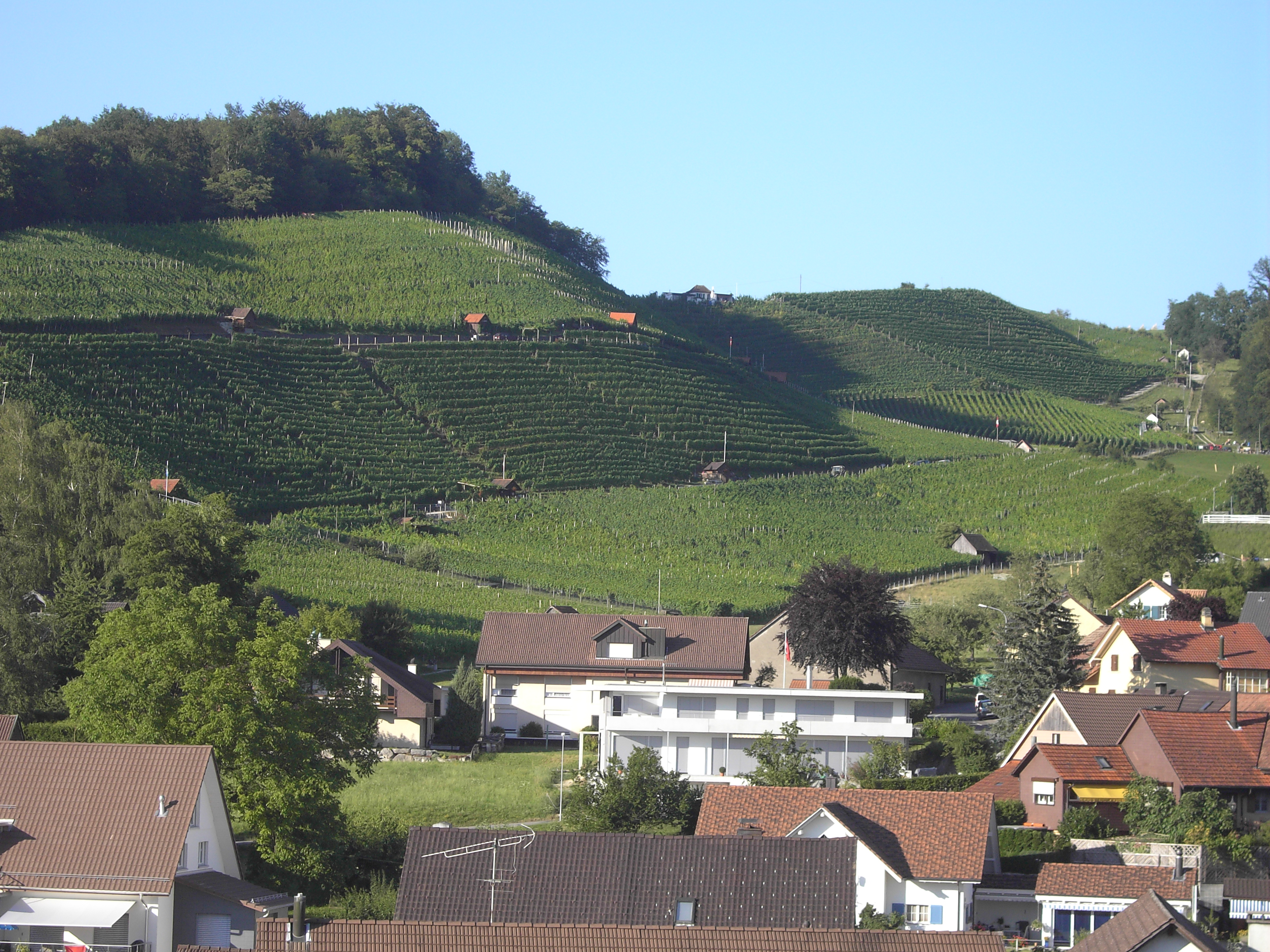
Rebberg